# Asasinarea lui Olof Palme

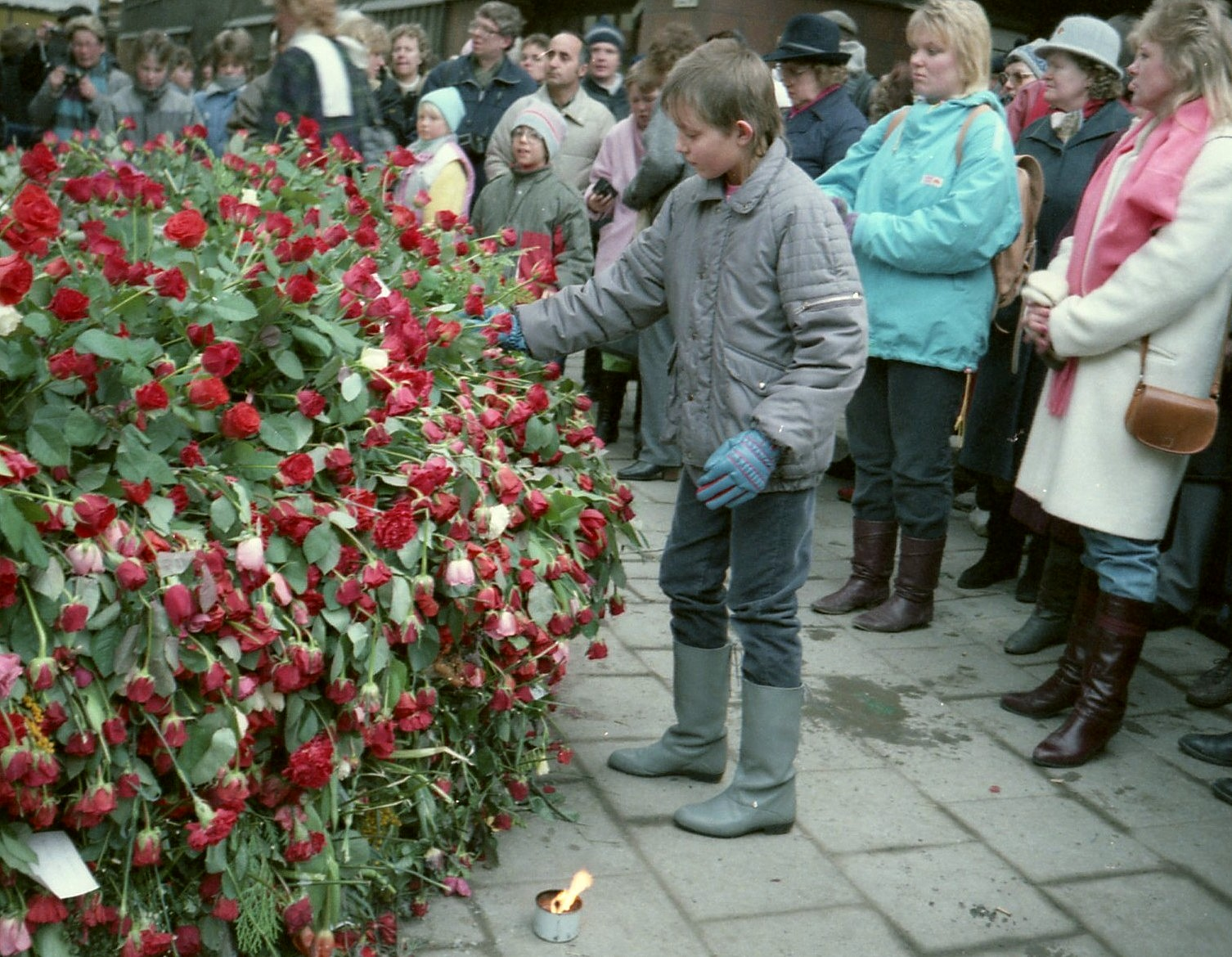
Trandafiri la locul asasinării lui Olof Palme, 3 martie 1986
Foto: Holger Ellgaard

Olof Palme a fost asasinat pe data de 28 februarie 1986 la ora 23:21 ora locală pe strada Sveavägen din centrul Stockholmului, Suedia.
Doi ani mai târziu, Christer Pettersson, un narcoman alcoolic cu cazier, a fost arestat, pus sub acuzație și găsit vinovat de tribunalul din Stockholm. La recurs, a fost găsit nevinovat de către o instanță superioară, dar procuratura generală a Suediei a cerut ca acest caz să fie rejudecat de la capăt. Această cerere a fost respinsă de către Tribunalul Suprem al Suediei pe data de 28 mai 1998.
Există o serie de teorii referitoare la cine ar fi asasinul/asasinii.
Ancheta în legătură cu acest atentat este cea mai scumpă în istoria justiției suedeze, și este încă în curs de derulare (2010). Conform profesorului Leif G. Persson, ancheta este totodată cea mai amplă din toată lumea. Cazul este încă nerezolvat din punct de vedere formal, cu toate că în 2007 a fost făcut cunoscut faptul că Christer Pettersson, care a decedat în 2004, ar fi recunoscut față de iubita sa în niște scrisori din 1986 că el ar fi asasinul. Experții se îndoiesc că această recunoaștere a vinei ar putea duce la redeschiderea cazului.
Atentatul asupra lui Olof Palme a constituit în mai multe feluri un moment de răscruce pentru Suedia, devenind o traumă națională, în parte datorită faptului că tocmai prim-ministrul a fost victima, dar și datorită faptului că acest caz încă nu a fost rezolvat. Pentru mulți suedezi, asasinarea lui Palme ocupă o poziție similară cu cea pe care o au asasinarea lui John F. Kennedy pentru americani sau asasinarea lui Mahatma Gandhi pentru indieni.

## Derularea

### Înainte de vizionarea filmului
Pe data de 28 februarie 1986, familia Palme s-a hotărât brusc să meargă la cinematograf. Soția lui Palme, Lisbet, se înțelesese la telefon în jurul orei 17:00 cu logodnica fiului lor să meargă la un film, plan pe care Olof Palme l-a auzit când s-a întors acasă la locuința lor din strada Västerlånggatan nr. 31, cartierul Gamla stan, cam la ora 18:30. Palme le dăduse liber bodygarzilor ceva mai devreme. Apoi l-a sunat la telefon pe fiul lor, Mårten, ca să stabilească dacă să meargă la cinematograful Grand sau la Spegeln, dar aflând că acesta avea deja bilete pentru filmul de la cinematograful Grand, părinții au hotărât și ei să meargă la același film. Ancheta poliției a căutat să găsească dacă telefonul de la serviciul lui Lisbet, de unde vorbise cu logodnica, sau telefonul familiei fusese interceptat, dar nu a găsit nicio dovadă în acest sens. Aceeași anchetă nu a putut dovedi că Palme și soția fuseseră urmăriți în drum spre casă după vizionarea filmului.

## Vizionarea filmului și atentatul
Olof Palme a luat dejunul cu Lisbet Palme, iar la ca. 20:30 au plecat pe jos la stația de metrou Gamla stan. Au mers cu metroul până la stația Rådmansgatan și de acolo au mers pe jos până la cinematograful Grand din strada Sveavägen. Acolo i-au întâlnit pe Mårten și pe logodnica acestuia. Era aproape ora 21:00. Olof Palme a cumpărat el însuși bilete pentru filmul „Frații Mozart” a regizoarei Suzanne Osten, care a început la ora 21:15.

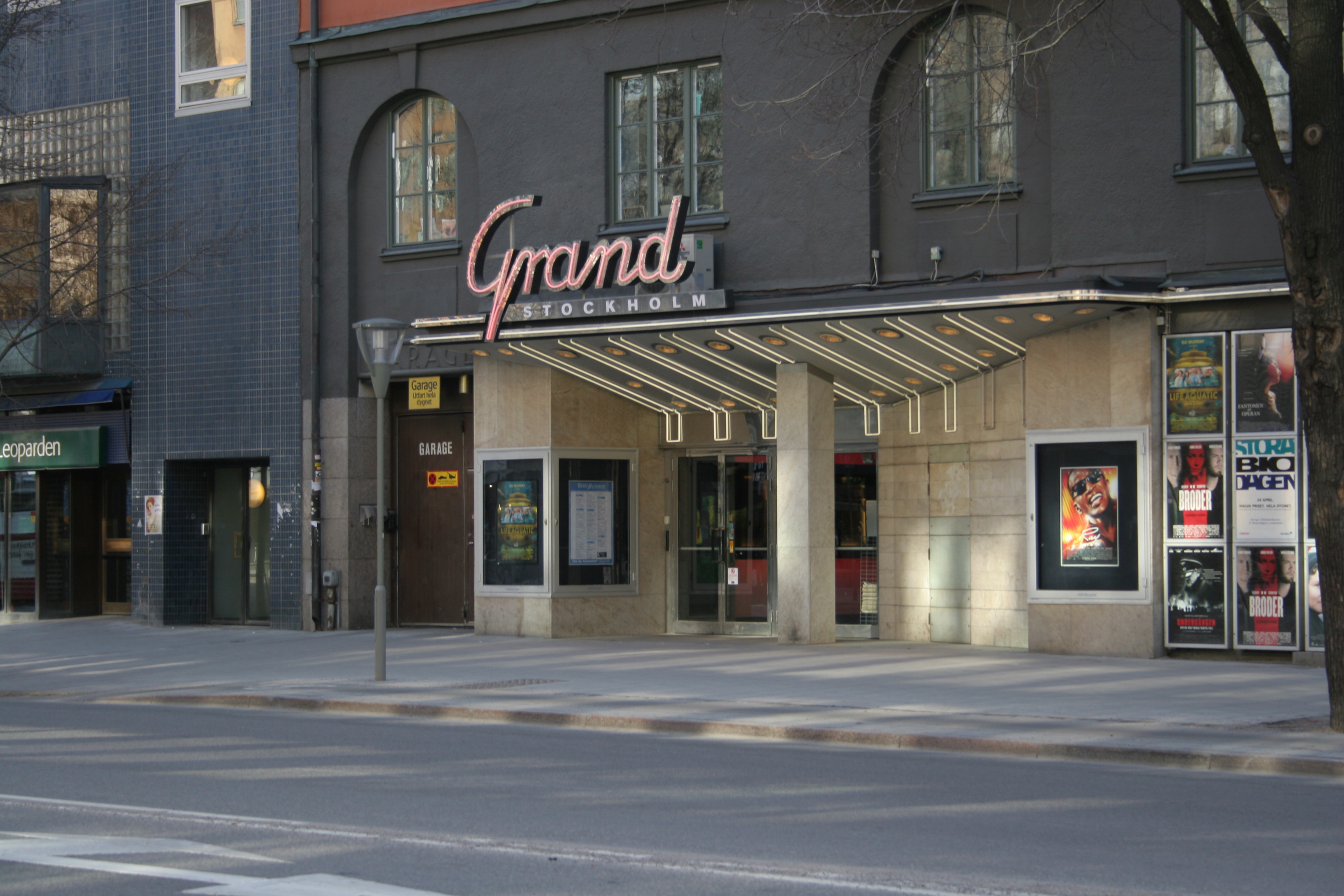
Cinematograful Grand, Sveavägen, Stockholm
Foto:Tage Olsin

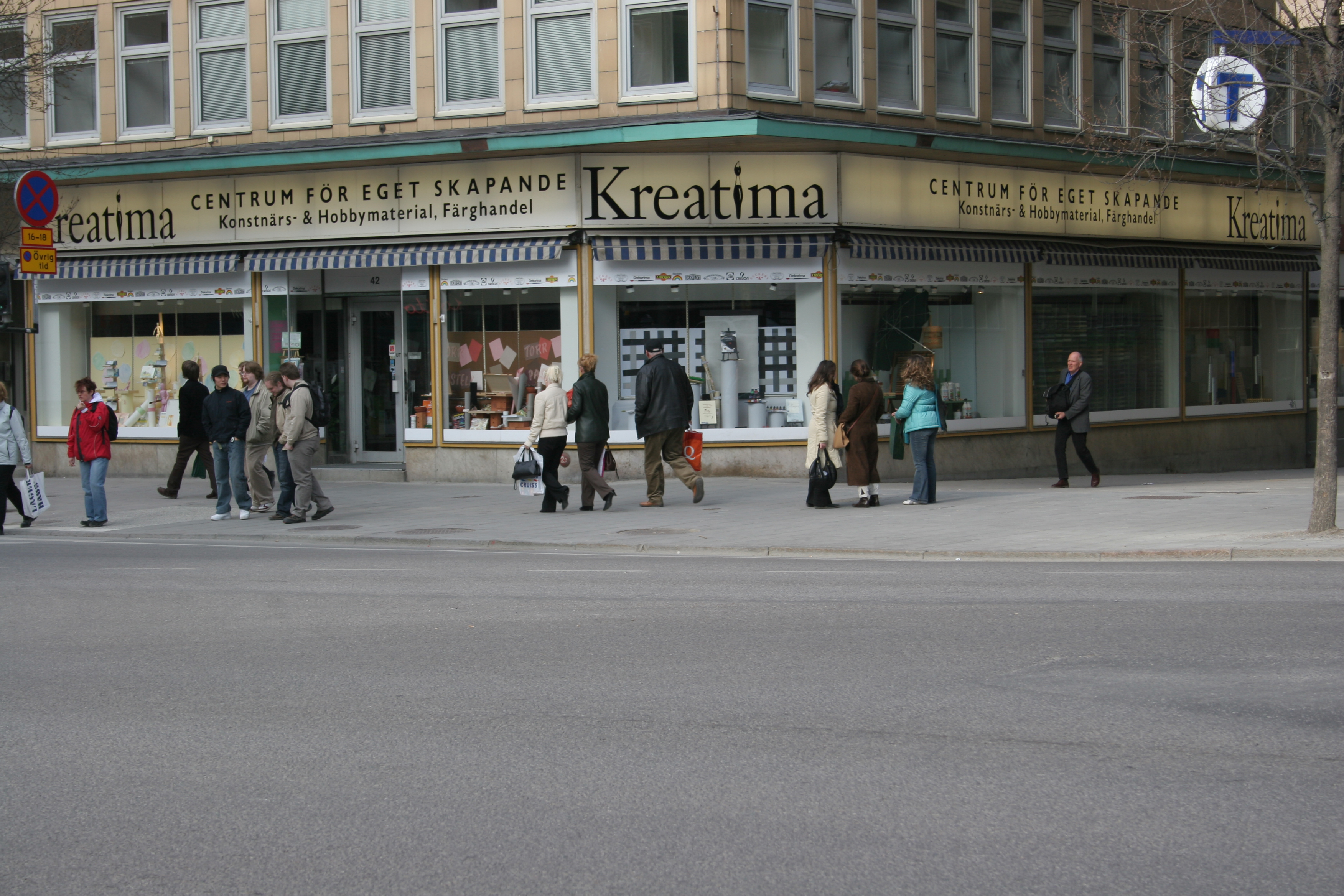
Intersecţia Sveavägen–Tunnelgatan. Asasinatul a avut loc acolo unde cele 3 femei stau, puţin la stânga de unde este firma magazinului Kreatima. La data asasinatului magazinul se numea Dekorima.
Foto:Tage Olsin

După ce s-a terminat fimul, cei patru au stat de vorbă în fața cinematografului până la ora 23:15, după care soții Palme au mers pe jos pe strada Sveavägen. După ce au traversat strada și au ajuns în fața magazinului Dekorima (care astăzi (2010) se numește Kreatima), un bărbat a venit din spate și l-a împușcat pe Olof Palme în spate de la mică distanță. Ora era 23:21. Palme a fost declarat mort când a ajuns la spital după puțin timp. O a doua împușcătură a zgâriat-o pe Lisbet la spate. Asasinul a fugit de-alungul străzii Tunnelgatan și a urcat apoi scările spre strada Malmskillnadsgatan. De acolo a fugit spre strada David Bagares gata, de unde se pierd toate urmele.
Derularea ulterioară a evenimentelor poate fi urmărită cronologic  deoarece convorbirile telefonice cu centrala de alarmă și cu poliția au fost înregistrate automat, și pe înregistrări se aude vocea robotului orei exacte.

### Cronologia
- 23.21:30 Olof Pame și Lisbat Palme sunt împușcați.
- 23.22:20 Începe înregistrarea automată a convorbirii cu centrala de alarmă, numărul 112. Un șofer care trece prin Sveavägen spune cu ajutorul telefonului mobil pe care îl avea în mașină că în Sveavägen a avut loc o asasinare. Legătura este transferată spre poliție, dar timp de un minut și jumătate nu răspunde nimeni la numărul poliției, așa că acest martor închide telefonul.

23.23.40 centrala firmei Järfälla Taxi sună centrala de alarmă. Telefonista de la centrala taxi tocmai fusese sunată de către un șofer de taxi, martor la asasinare, care ruga centrala să sune poliția. Telefonista nu știe să spună mai mult poliției decât că cineva a fost împușcat la intersecția Sveavägen/Tunnelgatan. Operatorul de poliție îi spune să-l sune din nou pe șofer și să-i spună să stea la locul crimei până vine poliția. Ea face acest lucru, iar apoi mai sună o dată numărul de alarmă ca să confirme că a fost trimisă o salvare. Convorbirea are loc până la ora 23.24:20.
- 23.24.40 Un operator de la centrala de alarmă sună poliția unde întreabă dacă poliția știe de niște împușcături în Sveavägen. Operatorul de poliție spune că nu au primit o astfel de informație. Convorbirea se termină la 23.25:10.
- Ca. 23.24 sosește prima patrulă de poliție cu o mașină la locul crimei. Un alt șofer de taxi, care se află pe strada Kungsgatan și care a auzit prin radio de la colegul său vestea, vede o mașină a poliției în apropiere și îi atenționează pe polițiști. În mașină se află inspectorul de poliție Söderström, care va prelua comanda la locul crimei.
- 23.25:30 O mașina de poliție de la stația de poliție Södermalm ajunge la locul crimei, unde inspectorul Söderström le spune să fugă după criminal pe scări în sus, dar nu le dă o descriere a suspectului.
- 30-60 de secunde după mașina de poliție de la Södermalm sosește o salvare. Se afla acolo din întâmplare, nu fusese trimisă de centrală.
- 23.26:00 Un operator de la centrala poliției sună centrala de alarmă pentru a informa că au primit știre despre atentatul din Sveavägen. Convorbirea se sfârșește la 23.26:20.

Mai târziu mai sosește o mașină a poliției și încă o salvare.
- 23.28:00 Salvarea anunță centrala de alarmă că este pe drum înspre spitalul Sabbatsberg cu Olof Palme.
- 23.31:40 Salvarea anunță centrala de alarmă că a ajuns la spital.

### Orele de după atentat
- 23.30 Inspectorul Söderström anunță centrala poliției că cel îmușcat este primul-ministru Olof Palme.
- 23.40 Un anonim sună biroul de presă TT și spune că Olof Palme a fost împușcat în Sveavägen.
- 00.06 Olof Palme este declarat mort la spital.
- 00.15 TT are confirmarea de la centrala poliției că Palme a fost împușcat.
- 00.20 TT trimite o telegramă de presă care anunță moartea lui Palme.
- 00.45 Vice-premierul Ingvar Carlsson sosește la sediul guvernului.
- 01.10 Postul de radio de stat își întrerupe programul pentru a anunța că Palme a fost asasinat.
- 02.05 Se dă alarmă de stat
- 04.00 Emisiune de știri TV specială (Rapport)
- 05.15 Guvernul ține o conferință de presă la sediu
- 08.00 Emisiune de știri TV specială (Aktuellt)

Trebuie menționat faptul că în 1986 în Suedia nu existau buletine de știri noaptea.
La ora 01.10 stația de radio P3 a transmis următoarea știre:
„Primul-ministru al Suediei, Olof Palme a decedat. A fost împușcat aseară în centrul Stockholmului. Olof Palme a fost împușcat la intersecția Tunnelgatan – Sveavägen și a decedat mai târziu la spitalul Sabbatsberg. Guvernul este ținut la curent. Ministrul de finanțe Kjell-Olof Feldt și vicepremierul Ingvar Carlsson au fost informați și confirmă faptul că Olof Palme a decedat.
Poliția caută un bărbat cu vârsta între 35–40 de ani, cu păr șaten și palton de culoare închisă. Poliția caută asasinul printr-o acțiune de vastă amploare la Stockholm. Centrala de taxiuri din Stockholm a transmis șoferilor o descriere a suspectului. Conform conducerii poliției primul care a văzut că cineva a fost împușcat a fost un șofer de la firma Järfälla Taxi. Șoferul a anunțat centrala de taxi, care la rândul ei a informat poliția. Poliția a trimis o mașină la fața locului. Olof Palme a fost împușcat la ora 23.30, adică la unsprezece și jumătate, acum o oră și jumătate.
Guvernul s-a întrunit într-o ședință specială. Ședința este condusă de vicepremierul Ingvar Carlsson. Acesta a spus agenției de presă TT când a sosit la Rosenbad (n.t. sediul guvernului suedez) că este îngrozitor ceea ce s-a întâmplat. Olof Palme ar fi împlinit peste câteva luni 59 de ani. A fost conducătorul Partidului Social-Democrat din 1969 și prim-ministru în perioada 1969–1976 și din 1982.
Datorită celor întâmplate, vom schimba bineînțeles programul nopții. Iar redacția Eko (n.t. buletinul de știri suedez) va reveni bineînțeles cu știri noi când acestea vor exista. ”
Sâmbătă dimineața președintele Parlamentului suedez, Ingemund Bengtsson, s-a reîntors din Spania, Regele Carl XVI Gustaf s-a întors din stațiunea de agrement Storlien, iar Șeful poliției regionale, Hans Holmér, s-a reîntors de la Borlänge. Președintele Parlamentului i-a eliberat din funcție pe toți membrii guvernului, dar i-a rugat să rămână în funcții ca miniștri-interimari. La ora 9.00 Partidul social-democrat l-a ales pe Ingvar Carlsson ca președinte-interimar al partidului.
Sâmbătă și duminică Televiziunea suedeză a anulat toate programele de varietăți, de exemplu Gomorron Sverige, Jubel i busken și Razzel. A fost discutată și posibilitatea de a anula concursul de schi de lungă distanță Vasaloppet, care urma să aibă loc pe 2 martie, dar s-a hotărât să aibă totuși loc.

## Urme
Singurele urme pe care asasinul le-a lăsat au fost două gloanțe tip Winchester-Western .357 Magnum. Ambele gloanțe sunt identice cu resturile de plumb găsite pe hainele victimelor. Revolverele cele mai obișnuite pentru acest tip de amuniție sunt marca Smith & Wesson.
În timpul anchetei, poliția a tras cu peste 500 de revolvere Smith & Wesson în încercarea de a găsi revolverul folosit pentru asasinare. Poliția a fost în special interesată să găsească 10 revolvere de acest tip care fuseseră furate înainte de atentat.

### Revolverul Mockfjärd
Revolverul Mockfjärd este un nume dat de poliție unui revolver tip Smith & Wesson model 28 („Highway Patrolman”) de calibru .357 Magnum pe care poliția l-a căutat după atentat.
Revolverul fusese cumpărat legal de o persoană particulară din Haparanda, împreună cu 91 de cartușe tip „Metal Piercing” a firmei americane Winchester Western, dar a fost furat în timpul unei spargeri în septembrie 1983. Se crede că această armă a fost folosită la un jaf poștal la Mockfjärd, Dalarna în octombrie a aceluiași an, când s-a tras un foc. Revolverul se pare că a fost folosit și pentru un jaf în Småland. Doi frați finlandezi, cu cazier, dar necunoscuți până atunci poliției suedeze, au recunoscut mai târziu că ei fuseseră hoții. O analiză a glonțului tras cu ocazia jafului de la Mockfjärd, a arătat că compoziția de izotopi de plumb a fost identică cu a celor două gloanțe găsite la locul asasinatului. Ceea ce înseamnă că cele două revolvere au fost produse la același timp și în același loc, adică în aceeași matriță. Ca. 6.000 de gloanțe din această matriță au fost vândute în Suedia la sfârșitul anilor 1970. De aceea este o mare incertitudine dacă acest revolver este cel folosit la atentatul din 1986. Revolverul a fost găsit în noiembrie 2006 de către scafandri sportivi în lacul Djursjön, la vest de Mockfjärd, după ce ziarul Expressen a primit o informație anonimă. Revolverul a fost predat poliției pe data de 20 noiembrie 2006. Conform informațiilor primite de poliție, revolverul a fost aruncat în lac în octombrie 1983, deci este foarte puțin probabil ca el să fie revolverul folosit la atentatul din 1986.
Șeful comisiei de anchetă a poliției suedeze a declarat în decembrei 2007 că revolverul fiind foarte ruginit, a fost trimis pentru examinare la Korrosionsinstitutet („Institutul de coroziune”), iar gloanțele la Muzeul regal de istorie naturală din Stockholm. Rezultatele încă nu au fost făcute public.

### Revolverul Sucksdorff
Revolverul Sucksdorf este numele dat unui revolver tip Smith & Wesson Model 28 („Highway Patrolman”) cu țeava de 6 țoli, care a fost și el în centrul atenției în legătură cu atentatul.
Arma a fost furată din casa regizorului Arne Sucksdorff din Stockholm în 1977. Câteva zile mai târziu, hoțul a vândut revolverul cu 2.000 de coroane suedeze. Cel care a furat revolverul a fost un prieten al lui Sigvard Cedergren. Pe patul de moarte, Cedergren a spus că a împrumutat un revolver de acel tip lui Christer Pettersson, cu două luni înainte de asasinarea lui Olof Palme.
Arma este ținută ascunsă de un anumit negustor care a cerut 500.000 de coroane suedeze pentru a o preda poliției. El spune că a găsit-o într-un lac în timp ce pescuia, și apoi a vândut-o lui Cedergren. După asasinat, Cedergren se zice că l-ar fi rugat pe negustor să preia și să ascundă arma. Acest revolver este singurul revolver care prezintă interes pentru anchetă pe care poliția nu a reușit să-l găsească încă (2010).

## Asasinul
Din sumarizarea informațiilor martorilor poate fi presupus următorul lucru: crima a fost comisă de un bărbat cu înălțimea între 175–190 cm, care purta un palton sau jachetă de culoare închisă, și care avea între 30-50 de ani. Ce mărturie a depus Lisbet Palme în acest sens nu a fost dat publicității, informațiile martorilor fiind făcute public puțin câte puțin.
Din prezentarea suspectului care a avut loc în 1994, se poate trage concluzia că atentatul a fost comis de către o singură persoană care avea tulburări de personalitate, care îl ura pe Palme. Probabil că a avut probleme și cu alte persoane toată viața, în special cu autoritățile. Este introvertit, singuratic, dar nu este psihopat. Situația lui are legătură cu faptul că și-a „ratat” viața. Greutățile pe care le întâmpină în viață îl deprimează, iar deprimarea poate duce la paranoia. Când persoane de acest fel comit crime violente sunt de obicei între vârsta de 35-45 de ani.
S-a pus întrebarea dacă această descriere a psihologiei suspectului este relevantă, deoarece ea este făcută de obicei pentru criminali care își repetă acțiunile, de exemplu asasini în serie, unde este vizibilă o anumită legătură între acțiunile lor.

## Portretele-robot
Cu ajutorul unui aparat de descriere, împrumutat de la Bundeskriminalamt („Oficiul federal de criminalistică”) din Germania, poliția suedeză a construit un portret robot a suspectului așa cum a fost descris de către un martor. Fotografia a fost publicată pe data de 6 martie 1986 și a rezultat în multe informații anonime date poliției, ca. 7-8.000. Martorul respectiv aproape că s-a „ciocnit” cu suspectul între orele 23.30 și 23.40 în zona Smala gränd lângă restaurantul Alexandra. Când suspectul l-a văzut pe martor, a părut speriat, s-a întors și s-a grăbit în direcția opusă. La Snickarbacken a mers la stânga înspre strada Birger Jarlsgatan.
Până în 1987, poliția a primit 6 informații despre un bărbat care locuia în apropiere de locul crimei. El era bolnav mintal și avea o fixație pentru lui Olof Palme. S-a descris singur ca fiind prințul regent al lui Olof Palme și mâna dreaptă a lui Olof Palme. Martorul din Smala gränd a spus că acest bărbat seamănă cel mai bine cu persoana pe care a întâlnit-o în seara atentatului.
Acest bărbat a spus că a fost într-un anumit local de la ca. ora 21.00 până la ora 02.00. Cu toate că nu a putut să-și demonstreze alibiul, poliția nu l-a considerat suspect al crimei.
Un alt portret-robot a fost publicat pe data de 24 martie 1986. Portretul se bazează pe descrierea făcută de un martor care a spus că un bărbat l-ar fi urmărit pe Olof Palme în Piața Sergel pe datat de 27 februarie. Poliția consideră că acest martor a dat informații intenționat false și că bărbatul care l-ar fi urmărit pe Palme nu există.

## Ancheta
Persoane care au fost centrale în anchetă sau în proces:
- Ragnar Edenman, prefect, șeful comisiei de anchetă a „Cazului Palme”
- Solvig Riberdahl, procuror, a condus ancheta preliminară
- Jan Danielsson, procuror, a condus ancheta preliminară
- Axel Murat, procuror, a condus ancheta preliminară
- Jörgen Almblad, procuror, a condus ancheta preliminară
- Hans Holmér, șeful poliției regionale, șeful anchetei 1986–1987
- Gösta Welander, șef-adjunct al poliției regionale
- Hans Wranghult, șef-adjunct al poliției regionale
- Ulf Karlsson, șeful anchetei în 1987
- Hans Ölvebro, șeful anchetei 1988–1997
- Stig Edqvist, șeful anchetei 1997–
- Tommy Lindström, șeful poliției criminale
- Per-Göran Näss, șef de birou a poliției secrete (SÄPO)
- K-G Svensson, procuror-șef, șeful anchetei preliminare
- Claes Zeime, procuror-șef, șeful anchetei preliminare
- Anders Helin, procuror-șef
- Agneta Blidberg, șefa anchetei preliminare în 2000
- Arne Liljeros, avocatul lui Christer Pettersson

Până în 2006, ancheta costase deja 350 mil. de coroane suedeze.

## Christer Pettersson
Pe data de 28 mai 1986, Christer Pettersson, un narcoman alcoolic cu cazier, pensionat de boală, a fost interogat pentru prima dată despre ce a făcut în seara atentatului. Începând din octombrie 1988, poliția s-a arătat foarte interesată de această persoană, și din 16 noiembrie a început să-i asculte telefonul. Pe data de 14 decembrie a fost interogat o a doua oară, și Lisbet Palme, în urma unei confruntări video, l-a desemnat ca cel care a tras cu revolverul. Pettersson a fost arestat. Procesul a început la tribunalul Stockholm pe data de 29 mai 1989.
Procurorul a spus următoarele:
„Pe data de 28 februarie 1986, Pettersson a luat intenționat viața prim-ministrului Olof Palme la intersecția Sveavägen/strada care pe vremea aceea se numea Tunnelgatan din Stockholm prin împușcare cu un revolver de la spate. Olof Palme a murit imediat ca urmare a hemoragiilor interne și externe după ce aorta și traheea au fost distruse.

Pettersson a încercat de asemenea cu aceeași ocazie să-i ia viața lui Lisbet Palme prin împușcare. Împușcătura, care i-a periclitat viața lui Lisbet Palme, a lovit-o astfel încât i-a creat o leziune exterioară pe spate.”

### Motivele pentru care Pettersson a fost suspectat a fi asasinul
Principalele motive pentru care Pettersson a fost suspectat a fi asasinul au fost:
- A fost desemnat de Lisbet Palme ca fiind asasinul, dar această desemnare nu a fost considerată dovadă suficientă a implicării lui în atentat.
- A fost desemnat de către un martor care l-a văzut în fața cinematografului Grand cam la ora 23.00 în seara atentatului.
- Conform unui martor, asasinul avea mersul la fel cum este mersul lui Pettersson. Dar alți martori au susținut că asasinul avea alt fel de a merge.
- Nu a avut alibi pentru seara respectivă și a încercat să-i convingă pe alții să-i dea un alibi.

Din momentul în care a devnit persoană suspectă, Pettersson a declarat că s-ar aflat la un club de jocuri de noroc din zona Oxtorgsgränd, lângă strada Sveavägen, și că a părăsit clubul cam pe la ora 22.30, mergând apoi cu trenul de navetă la Rotebro. A spus că ar fi mers fie cu trenul de 22.15, fie cu cel de 22.45, că a adormit și că s-a trezit de abia la Märsta, de unde a luat trenul înapoi la Rotebro. S-a întors acasă puțin înainte de miezul nopții, ceea ce, conform lui Pettersson, putea fi confirmat de un prieten care se afla la el acasă. Acest martor a spus că Pettersson a venit acasă între 0.15 și 01.00, dar că plecase atât de târziu de acasă încât nu ar fi avut cum să-i vadă pe Olof și Lisbet Palme când au intrat în cinematograf. Diferența între orele menționate de cei doi se poate datora faptului că au fost interogați la câțiva ani după atentat.
Unele din mărturiile pe care s-a bazat acuzarea au fost următoarele:
- Lisbet Palme a putut da o descriere a asasinului din primul moment. În aprilie/mai 1986 a dat o descriere detaliată care se potrivea bine cu Pettersson. După arestarea acestuia, l-a ales pe el ca fiind asasinul într-o confruntare video la poliție. La proces a fost foarte sigură de sine că Pettersson este asasinul. Conform tribunalului, felul în care l-a desemnat pe Pettersson ca fiind criminalul a fost foarte convingător: „Felul în care l-a identificat este după părerea tribunalului foarte convingător.”[21] Conform instanței superioare, care l-a găsit pe Pettersson nevinovat, observațiile lui Lisbet Palme au fost făcute în condiții care le fac să fie îndoielnice.[22]
- Un martor se afla în mașina proprie în fața cinematografului Grand și aștepta pe cineva. Cu puțin înainte de ora 23.00, adică înainte ca filmul să se fi terminat, a văzut un bărbat care stătea în fața cinematografului. Timp de cel puțin 10 minute l-a urmărit pe acel bărbat cum mergea încoace și încolo în fața cinematografului. Martorul a spus că bărbatul i-a inspirat frică, astfel că a încuiat ușile mașinii. La proces, martorul l-a recunoscut pe Pettersson ca fiind acel bărbat. Martorul a folosit cuvintele „seamănă extrem de bine”.[23] Și instanța superioară a recunoscut că identificarea bărbatului a fost foarte credibilă, ceea ce face foarte probabil că cel care se afla în fața cinematografului Grand a fost Pettersson.[24]
- După ce Olof și Lisbet Palme au plecat din fața cinematografului și erau în drum spre strada Kungsgatan, au trecut prin fața unui chioșc. Proprietarul chioșcului i-a văzut trecând prin fața chioșcului și a văzut un bărbat care-i urmărea cam la 15 m. Proprietarul chioșcului a dat aceste informații poliției deja a doua zi după atentat. Într-o confruntare în grup, proprietarul l-a desemnat pe Pettersson ca cel care îi urmărise pe soții Palme. Tribunalul a considerat că informațiile proprietarului contribuie la stabilirea faptului că Pettersson i-a urmărit pe soții Palme după ce au plecat de la cinematograf, dar instanța superioară a spus că nu se poate trage nici o concluzie din aceste informații.[25]

### Procesul
Procesul a avut loc între 5 iunie și 10 iulie 1989.
Acuzarea a avut probleme să poată dovedi că Pettersson ar fi avut vreun motiv să-l asasineze pe Palme. Unii martori au spus că l-ar fi auzit pe Pettersson exprimându-și nemulțumirea față de autorități. La proces, Pettersson și-a declarat admirația față de Palme ca fiind „singurul om de stat adevărat din Suedia”. Anchetatorii au încercat să afle ce fel de experiență cu arme Pettersson avusese, și dacă ar fi avut acces la arme, printre altele prin clubul de jocuri de noroc din apropierea locului crimei, club pe care îl frecventa des. La proces nu a putut fi dovedit că Pettersson ar fi avut acces la vreo armă în seara zilei de 28 februarie 1986.
Sentința a fost pronunțată pe data de 27 iulie 1989. Pettersson a fost condamnat la închisoare pe viață. Însă sentința juriului nu a fost una unanimă. Membrii laici ai juriului l-au găsit vinovat, iar cei doi membrii juridici l-au găsit nevinovat.

### Nevinovat în instanța superioară
După sentință, Pettersson a făcut recurs la o instanță superioară, Svea hovrätt, unde s-a ținut procesul între 12 septembrie și 9 octombrie 1989. La câteva zile după terminarea procesului, Pettersson a fost pus pe picior liber. La sentința dată pe data de 2 noiembrie 1989, instanța l-a găsint nevinovat în unanimitate la toate punctele de acuzare. Instanța a motivat sentința prin faptul că nici un alt martor în afară de Lisbet nu l-a desemnat pe Pettersson ca fiind la locul crimei în timpul atentatului, lipsa de dovezi tehnice (urme de praf de pușcă, arma), și că ancheta nu a putut stabili că Pettersson ar fi avut vreun motiv să-l omoare pe Palme. Puterea de memorare a lui Lisbet Palme este trasă la îndoială, deoarece ea a fost cu siguranță șocată și cu atenția îndreptată spre soț.
Procurorul-general a decis să nu facă recurs la tribunalul suprem suedez, Högsta domstolen. Pettersson a primit 300.000 coroane suedeze ca despăgubire pentru timpul petrecut în arest.

### „Bombardierul”
În 1996, avocatul Pelle Svensson a făcut public o parte din testamentul unui anumit Lars Tingström, poreclit „bombardierul”, testament pe care acesta l-a scris pe patul de moarte în 1993. În testament, acesta spune că el și cu Pettersson ar fi comis atentatul. Motivul ar fi fost că el, Tingström, ar fi fost condamnat pe nedrept pentru două atentate cu bombe din Stockholm și Nacka. Pettersson și Tingström erau prieteni la cataramă în acea perioadă, și Tingström se zice că ar fi spus că se va răzbuna groaznic, că „va curge sânge pe străzile Stockholmului”. Când Tingström a fost condamnat la închisoare pe viață, răspunderea pentru răzbunare îi revenea lui Pettersson, care l-ar fi asasinat pe Palme, pe care l-a considerat responsabilul principal pentru situația în care se afla prietenul său.

### Nou proces împotriva lui Pettersson
Pe data de 5 decembrie 1997, procurorul-general a cerut redeschiderea cazului împotriva lui Pettersson la tribunalul suprem, Högsta domstolen.
Exemple de dovezi noi care au fost prezentate la proces:
- O martoră a declarat că a întâlnit un bărbat care părea neîngrijit în fața magazinului Konsum din strada Sveavägen cam la ora 23.00. Acest bărbat a întrebat-o de Sigvard Cedergren, pe care ambii îl cunoșteau. Ea a crezut că Cedergren a mers la cimenatograf, și i-a spus asta. Atunci acest bărbat a traversat Sveavägen și s-a dus în fața cinematografului Grand, unde se aflau mai mulți oameni. Martora, care a dat această informație poliției de abia în 1997, crede că acel bărbat a fost Pettersson.[32]
- Un alt martor, care a spus că îl cunoaște bine pe Pettersson din vedere, a spus că l-a văzut pe acesta în fața cinematografului Grand cam la ora 23.00 și puțin mai târziu în fața magazinului Dekorima, cu puțin timp înainte de a auzi două focuri de armă. Martorul a spus că imediat după ce a auzit împușcăturile a văzut pe cineva căzut la pământ și pe Pettersson care stătea imediat în spatele victimei. Martorul acesta a fost internat periodic la spitale de boli mintale și era cunoscut pentru înflorirea declarațiilor sale. Conform spuselor proprii, era sub influența unor substanțe narcotice în acea seară. Într-o declarație din februarie 1989 spusese că nu știa cine este Pettersson, dar în noiembrie 1989 a dat declarația de mai sus.[33]
- Un al treilea martor conducea mașina în strada Malmskillnadsgatan între orele 23.00 și miezul nopții în seara atentatului, când a fost obligat să frâneze brusc pentru că un bărbat a sărit în fața mașinii ca să treacă strada. Martorul a avut contact vizual cu acel bărbat timp de câteva secunde, și zice că crede că bărbatul avea în mână un obiect care semăna cu un pistol. Martorul a contactat poliția abia în 1997, la 11 ani după atentat.[34]

Pe data de 28 mai 1998 tribunalul suprem suedez a respins cererea de redeschidere a cazului datorită faptului că noile dovezi nu au fost considerate suficiente pentru a-l găsi vinovat pe Pettersson.
Pe data de 24 septembrie 2004, Pettersson a decedat ca urmare a unei hemoragii craniale după o căzătură.

## Alți suspecți

### Bărbatul în vârstă de 33 de ani
A doua zi după atentat, o femeie a contactat poliția spunând că în seara atentatului a întâlnit un bărbat la cafeneaua Mon Chéri din strada Kungsgatan. Acest bărbat i-a confesat ura pe care o purta lui Olof Palme. Bărbatul, pe nume Victor Gunnarsson, i-a dat femeii o carte de vizită pe care scria „Vic G” și un număr de telefon. Alte persoane au relatat și ele despre ura pe care această persoană i-o purta lui Palme, și că ar fi avut un revolver asemănător cu arma folosită pentru atentat.
Pe data de 8 martie 1986 Victor Gunnarsson a fost interogat, dar a fost pus în libertate în aceeași seară. Pe data de 12 martie 1986 a fost interogat din nou, și de data aceasta a fost arestat. În casa lui au fost găsite texte cu caracter dușmănos la adresa lui Palme și un hanorac parka pe care Gunnarsson l-a purtat în seara atentatului. O analiză tehnică a hanoracului a găsit ceea ce ar putea fi urme de praf de pușcă, dar nu de la o armă de tipul aceleia folosite pentru asasinare. Gunnarsson a explicat poliției unde s-a aflat în seara atentatului, lucru confirmat și de martori, iar descrierea lui Lisbat Palme a hainelor pe care le purtase asasinul nu coincidea cu cele purtate de Gunnarsson. Gunnarsson a fost eliberat din arest pe data de 11 aprilie 1986, dar telefonul i-a fost ascultat în perioada mai-iunie 1987, august-noiembrie 1987 și în ianuarie 1988. După ce Pettersson a fost găsit vinovat de către tribunalul din Stockholm, ancheta cu privire la rolul lui Gunnarsson a fost sistată.
O altă persoană care a trezit interesul poliției a fost un bărbat din Jämjö, Blekinge. Tip asocial, care călătorise mult, îl ura pe Palme, îi plăceau armele, era interesat de politică și de probleme sociale, era simpatizant al unor organizații extremiste, printre care EAP („Partidul muncitoresc european”). Ca martor a spus că a luptat de partea SUA în Vietnam (lucru greu de crezut judecând după vârstă lui), că ar fi fost instruit de FBI și CIA, și că este agent CIA. Un control a dovedit însă că a făcut serviciul militar obligatoriu din Suedia la o unitate fără arme. Persoane din cercul lui de cunoștințe l-au descris ca fiind „nepericulos”, „naiv”, „fantezist” și „mincinos”.
Polițistul Börje Wingren, care a condus ancheta împotriva lui Gunnarsson, a publicat în 1993 cartea Han sköt Olof Palme („El l-a împușcat pe Olof Palme”), scrisă în colaborare cu ziaristul Anders Leopold. În carte, Wingren spune că crede că Gunnarsson este asasinul.
În 1994, Gunnarsson a fost găsit împușcat în statul North Carolina, SUA. Un fost polițist a fost condamnat pentru omor, cu gelozie ca motiv, dar el neagă vinovăția.

### Poliția
Există o suspiciune larg răspândită a unui complot care ar fi existat între mai mulți polițiști din Stockholm. În ancheta poliției nu este nici o urmă concretă, ceea ce presa suedeză a numit polisspår („urmă care duce la poliție”), ci doar un mare număr de informații individuale despre anumiți polițiști. Aceștia se zice că s-ar fi comportat într-un mod suspicios înainte, în timpul și după atentat.
În seara atentatului ar fi fost văzuți bărbați cu aparate de emisie-recepție în locuri care aveau legături tangențiale cu ruta soților Palme înspre și de la cinematograf, convorbirile cu centrala poliției ar fi fost încetinite intenționată și darea alarmei ar fi fost întârziată tot intenționat, informații care luate împreună cu activitatea- sau lipsa de activitate- a unor anumiți polițiști ar fi înlesnit fuga asasinului.
Singurul lucru pe care comisia de anchetă a poliției a putut să îl stabilească a fost că printre polițiștii din Stockholm se aflau unii cu opinii de extremă dreaptă, foarte interesați de arme de foc, dar nu a putut fi dovedit nimic referitor la vreo implicare la atentat. Raportul oficial SOU 1999:88 este de părere că urma care ducea la poliție ar fi trebuit să fie cercetată mai amănunțit, asta și pentru a preveni suspiciunea de care criticii particulari s-au putut folosi să critice ancheta.

### PKK
Deja din prima săptămână după atentat, poliția s-a interesat de o eventuală implicare la atentat a organizației kurde „Partidul Muncitoresc din Kurdistan” (PKK). În 1984 și 1985, foști membri care părăsiseră partidul fuseseră asasinați la Stockholm. Și în alte țări europene, acest partid a fost implicat în diferite crime. Guvernul suedez desemnase partidul ca o organizație teroristă, membrii din Suedia fiind condamnați la un fel de domiciliu forțat în localitățile unde locuiau/libertate de mișcare limitată. De aceea se credea că partidul ar fi avut atât un motiv cât și posibilitate de a se răzbuna pe autoritățile suedeze. Pe data de 14 martie 1986 a avut o razie polițienească, numită „Operațiunea Alfa”, asupra sediului unei organizații de prietenie suedezo-kurdă. În toamna și iarna anului 1986, poliția a pregătit o razie în care 22 de persoane urmau să fie anchetate. Prin aceasta poliția dorea să cauzeze frică și neînțelegere în rândul kurzilor ca astfel unii dintre ei să înceapă să spună ceea ar ști în legătură cu implicarea partidului PKK în atentat. Rezultatul au fost doar trei arestări, acțiunea neducând astfel la efectul scontat.
În tot timpul anchetei nu s-a putut dovedi că membri PKK s-ar fi aflat în apropierea locului atentatului în seara respectivă.
Ca o prelungire a „urmei PKK”, a avut loc așa-numitul „scandal Ebbe Carlsson”, când ministrul de justiție Anna-Greta Leijon a fost nevoită să se retragă din funcție după ce a fost făcut publică o scrisoare în care îl încuraja pe editorul Ebbe Carlsson să coopereze la ascultarea ilegală a convorbirilor teleofnice ale unor persoane suspecte. Șefii de poliție Hans Holmér și P-G Näss au fost condamnați pentru ascultare ilegală a convorbirilor telefonice, iar Ebbe Carlsson și alți polițiști au fost condamnați pentru introducerea ilegală în Suedia a aparaturii pentru ascultare.

### Africa de Sud
Există și teoria că serviciul secret din Africa de Sud (B.O.S.S.) l-ar fi asasinat pe Palme. Raportul oficial suedez „SOU 1999:88” are 35 de pagini despre această teorie. Concluzia raportului este că informațiile sunt contradictorii, de mâna a doua și veridicitatea lor poate fi contestată. Pe data de 21 februarie 1986, deci cu o săptămână înainte de a fi asasinat, Palme a ținut o cuvântare anti-apartheid la Stockholm, la care a participat și Oliver Tambo. În cuvântare, Palme a spus că „apartheidul nu poate fi reformat, el trebuie eliminat.”
Zece ani mai târziu, în septembrie 1996, polițistul sud-african Eugen de Koch a spus în fața tribunalului suprem sud-african din Pretoria că Palme ar fi fost asasinat deoarece fusese un adversar dur al apartheidului și pentru că Suedia dădea ajutor material grupării ANC. De Kock a spus că persoana care l-ar fi asasinat pe Palme era un fost coleg de al lui, Craig Williamson, un spion sud-african. Câteva zile mai târziu, generalul de brigadă John Maxell Coetzee l-a numit pe vechiul șef al lui Williamson, Anthony White, ca fiind asasinul. White era un fost membru al organizației Selous Scouts din Rodezia care avea legături cu serviciile secrete sud-africane. O a treia persoană, mercenarul suedez Bertil Wedin, care din 1985 locuia în Cipru, a fost numit asasinul lui Palme de către Peter Caselton, un membru al grupului lui Coetzee, grup care își numea acțiunea „Operațiunea Longreach”. În octombrie 1996, poliția suedeză s-a dus în Africa de Sud, dar nu a putut găsi nicio dovadă care să susțină afirmațiile lui de Kock pentru implicarea grupului la atentat.
O carte publicată în 2007 susține că un detectiv particular din organizația clandestină sud-africană Civil Cooperation Bureau, Athol Visser (poreclit „Ivan cel Groaznic”), ar fi fost responsabil pentru planificarea și executarea atentatului. Din rândul acestor persoane, Williamson a fost cel asupra căruia s-a îndreptat atenția cel mai mult, iar procurorul Anders Helin a confirmat ulterior că Williamson s-a aflat la Stockholm în perioada atentatului.

## Legăturile Bofors
În ziua când a fost omorât, Palme a avut o întrevedere cu Mohammed Said al-Sahhaf, ambasadorul Irakului la Stockholm, în timpul căreia acesta din urmă a afirmat că are informații conform cărora fabrica de armament suedeză Bofors ar vinde illicit arme Iranului. Totodată a afirmat că Bofors dăduse mită în India pentru obținerea unor contracte acolo. Conform acestei teorii, Palme l-ar fi chemat la telefon pe directorul fabricii și l-ar fi mustrat într-un ton foarte nepoliticos pentru dare de mită. Directorul se zice că ar fi sunat apoi un intermediar, iar intermediarul ar fi avut un atac de panică care a dus la asasinarea lui Palme. Această teorie este descrisă în detaliu de Jan Bondeson în cartea sa în limba engleză Blood on the Snow. The Killing of Olof Palme. Salman Rushdie și directorul asociației Civilförsvarsförbundet („Asociația de apărare civilă”), Karl-Gunnar Bäck, au vorbit și ei despre această „teorie Bofors”.

### Interviurile și teoria lui Hylin
În februarie 2006, regizorul de film suedez Mikael Hylin a expus o teorie în filmul documentar pentru televiziunea suedeză Jag såg mordet på Palme („Am văzut asasinarea lui Palme”)
Filmul spune că Christer Pettersson a fost întradevăr cel care l-ar fi asasinat pe Palme, dar din greșeală, crezând că Palme este Sigvard Cedergren, un vânzător de substanțe narcotice. Documentarul descrie cum unii dintre cunoscuții lui Pettersson sunt dispuși să vorbească tot mai mult despre ceea ce știu cu cât se apropie ei înșiși de moarte. Pettersson, care pe vremea aceea se zice că ar fi lucrat ca asasin plătit, ar fi primit misiunea de a-i da o lecție lui Cedergren. Alții spun că Cedergren ar fi căutat pe cineva care să-l omoare pe Pettersson, iar când acesta a aflat acest lucru ar fi încercat să-l găsească pe Cedergren ca să-l omoare el înainte de a fi omorât. Cedergren locuia undeva pe lângă cinematograful Grand. Pettersson, care se zice că ar fi fost sub inflența drogurilor la ora respectivă, i-a văzut pe soții Palme, aceștia semănând din spate cu Cedergren și iubita sa. Concluzia filmului este că Pettersson l-ar fi omorât pe Palme din greșeală.
Pe data de 28 februarie a aceluiași an, în ziarul Dagens Nyheter a fost publicat un articol de dezbatere semnat de Lars Borgnäs și Tomas Bresky în care Hylin este acuzat de ignorarea dovezile care îi infirmă teoria, și deci filmul nu poate fi luat în serios.

## Situația actuală (2011)

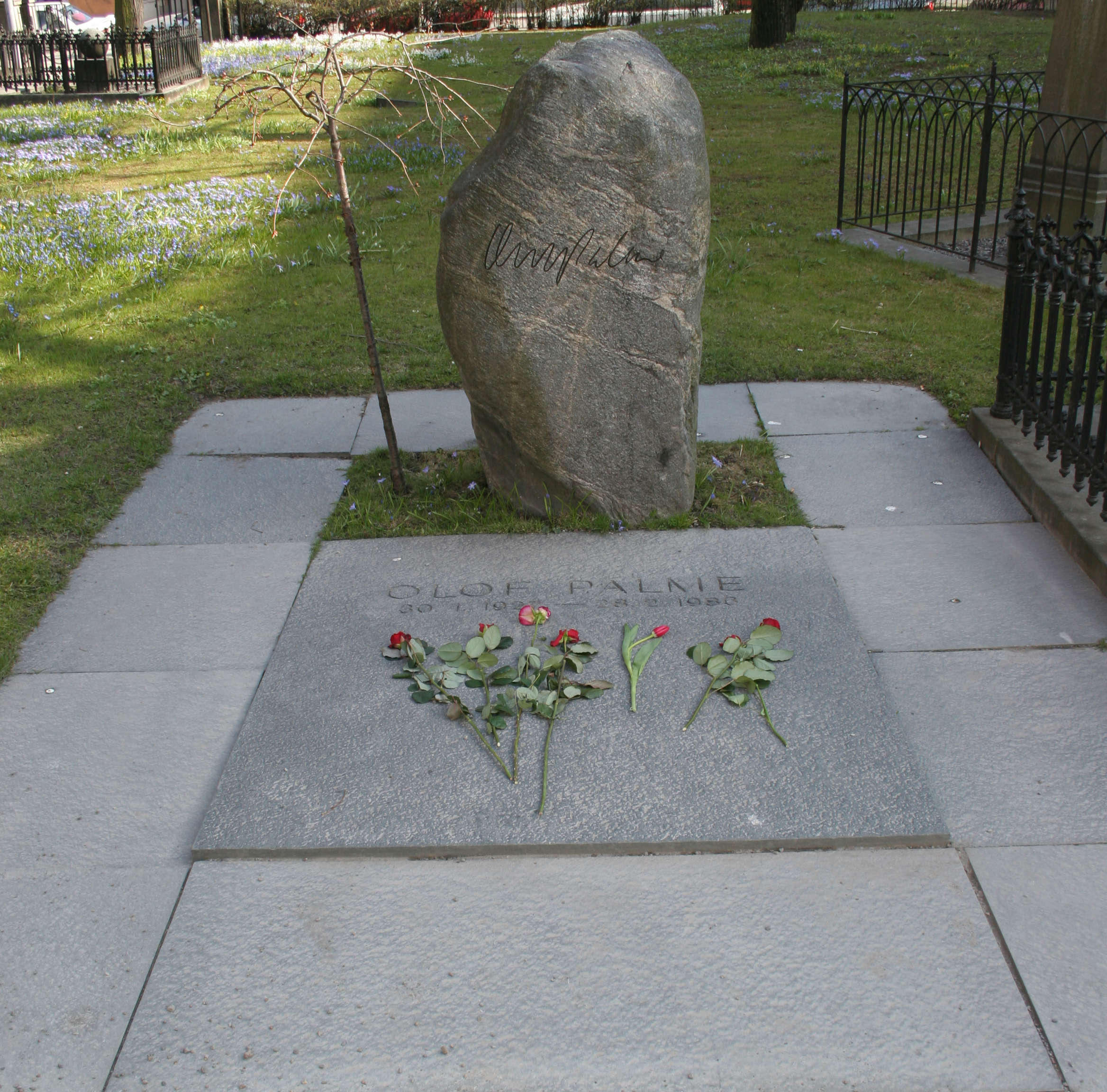
Mormântul lui Palme

Înainte de moartea sa, Christer Pettersson a avut o relație sentimentală cu o anumită femeie. În februarie 2007, deci la ca. 3 ani după moartea lui Pettersson, aceasta a acordat un interviu ziarului suedez Aftonbladet, și în cursul interviului a spus că îi promisese lui Pettersson că va publica ca. 40 de scrisori pe care el i le scrisese de-a lungul prieteniei lor. În aceste scrisori asasinarea lui Palme este menționată în mai multe rânduri. Pe cale orală, el i-ar fi dat informații contradictorii: pe de o parte, i-ar fi spus: „... tu doar știi că eu nu folosesc arme de foc...”; dar pe de altă parte, i-ar fi spus: „eu sunt cel care l-a împușcat pe Palme”. Pettersson ar fi spus că ar fi făcut-o ca să-l răzbune pe Lars Tingström (poreclit „Bombardierul”), care „a fost condamnat la închisoare pe viață pe nedrept. Pentru el am făcut-o.”
Șeful secției de omucidere din cadrul poliției suedeze, Stig Edquist, a declarat că nu mai prelucrează informațiile referitoare la Pettersson: „Noi nu ne mai ocupăm de ele. Pettersson a fost găsit nevinovat. Prin sentința primită, el este cel mai nevinovat dintre toți.”
Pentru informații care să ducă la arestarea asasinului, există promisiunea unei recompense de 50 de milioane de coroane suedeze.